# Léo Pelé
Leonardo Pinheiro da Conceição – meglio noto come Léo Pelé – (Rio de Janeiro, 6 gennaio 1996) è un calciatore brasiliano, difensore dall'Athl. Paranaense.

## Carriera
Cresciuto nel settore giovanile del Fluminense, esordisce in Série A il 13 settembre 2015 nella partita persa per 1-0 contro lo Sport Recife. Il 13 febbraio 2016 prolunga fino al 2019, per poi essere ceduto in prestito al Londrina, con cui disputa un ottimo campionato di Série B, in cui viene nominato miglior terzino della competizione.
L'11 gennaio 2018 passa a titolo temporaneo al Bahia. Il 5 dicembre viene ceduto al San Paolo, con cui firma un quadriennale.

## Statistiche

### Presenze e reti nei club
Statistiche aggiornate al 1º marzo 2019.
| Stagione          | Squadra           | Campionato        | Campionato | Campionato | Coppe nazionali | Coppe nazionali | Coppe nazionali | Coppe continentali | Coppe continentali | Coppe continentali | Altre coppe | Altre coppe | Altre coppe | Totale | Totale |
| Stagione          | Squadra           | Comp              | Pres       | Reti       | Comp            | Pres            | Reti            | Comp               | Pres               | Reti               | Comp        | Pres        | Reti        | Pres   | Reti   |
| ----------------- | ----------------- | ----------------- | ---------- | ---------- | --------------- | --------------- | --------------- | ------------------ | ------------------ | ------------------ | ----------- | ----------- | ----------- | ------ | ------ |
| 2015              | Fluminense        | A+A/RJ            | 6+0        | 0          | CB              | 2               | 0               | -                  | -                  | -                  | -           | -           | -           | 8      | 0      |
| gen.-mag. 2016    | Fluminense        | A+A/RJ            | 0+2        | 0          | CB              | 0               | 0               | -                  | -                  | -                  | PL          | 2           | 0           | 4      | 0      |
| mag.-nov. 2016    | Londrina          | B                 | 28         | 0          | CB              | -               | -               | -                  | -                  | -                  | -           | -           | -           | 28     | 0      |
| 2017              | Fluminense        | A+A/RJ            | 22+14      | 1+2        | CB              | 8               | 0               | CS                 | 5                  | 0                  | PL          | 2           | 0           | 51     | 3      |
| Totale Fluminense | Totale Fluminense | Totale Fluminense | 44         | 3          |                 | 10              | 0               |                    | 5                  | 0                  |             | 4           | 0           | 63     | 3      |
| 2018              | Bahia             | A+PD/BA           | 32+11      | 0          | CB              | 3               | 0               | CS                 | 5                  | 0                  | -           | -           | -           | 51     | 0      |
| 2019              | San Paolo         | A+A1/SP           | 0+2        | 0          | CB              | 0               | 0               | CL                 | 0                  | 0                  | -           | -           | -           | 2      | 0      |
| Totale carriera   | Totale carriera   | Totale carriera   | 117        | 3          |                 | 13              | 0               |                    | 10                 | 0                  |             | 4           | 0           | 144    | 3      |

## Palmarès

### Competizioni statali
- Campionato paulista: 1

San Paolo: 2021